# Igreja Presbiteriana nos Estados Unidos da América
A Igreja Presbiteriana nos Estados Unidos da América  ( em inglês Presbyterian Church in the United States of America - PCUSA) foi a maior igreja presbiteriana em todos os Estados Unidos até 1861. Neste ano, devido a Guerra de Secessão, as igrejas do sul se separaram para formar a Igreja Presbiteriana nos Estados Unidos (em inglês Presbyterian Church in the United States).
Em 1958 ela se uniu à Igreja Presbiteriana Unida da América do Norte, para formar a Igreja Presbiteriana Unida nos Estados Unidos da América. Esta, por suas vez, uniu-se à Igreja Presbiteriana nos Estados Unidos em 1983. Da união, foi formada a Igreja Presbiteriana (EUA) (Presbyterian Church (USA)), a atual maior denominação presbiteriana nos Estados Unidos.